# 1247

## Události
- 31. července – Vypukla neúspěšná vzpoura české šlechty proti králi Václavu I.
- Přemysl Otakar II. se stal markrabětem moravským.
- Inocenc IV. posílá misionáře k Mongolům.
- První písemná zmínka o Blahoustech

## Narození
- Jolanda Burgundská, hraběnka z Nevers, Auxerre, Tonnerre a Valois († 2. června 1280)
- Konrád z Erfurtu, první opat cisterciáckého kláštera ve Zbraslavi u Prahy († 7. června 1329)

## Úmrtí
- 3. ledna – Vladislav Český, starší bratr Přemysla Otakara II. (* 1227)
- 13. února – Ermesinda Lucemburská, lucemburská hraběnka, pramáti lucemburského rodu (* 1186)
- ? – Armand z Périgordu, velmistr templářských rytířů (* 1178)

## Hlavy států
- České království – Václav I.
- Svatá říše římská – Fridrich II. – Jindřich Raspe – Vilém Holandský
- Papež – Inocenc IV.
- Anglické království – Jindřich III. Plantagenet
- Francouzské království – Ludvík IX.
- Polské knížectví – Boleslav V. Stydlivý
- Uherské království – Béla IV.
- Latinské císařství – Balduin II.
- Nikájské císařství – Jan III. Dukas Vatatzés